# 1642 w polityce
Wydarzenia polityczne w 1642 roku.

## Zmarli
- 4 grudnia – Armand Jean Richelieu, francuski kardynał i pierwszy minister[1].